# 出使各国考察政治大臣
五大臣，全稱出使各国考察政治大臣，是清朝末期仿日本明治维新之初派出欧美使节团之例而派出的考察欧美日各国政治制度等的五名大臣。

## 背景
1904年至1905年，各地督抚纷纷上书清廷要求举行立宪、实行变法。先后上书或面陈的有云贵总督丁振铎、云南巡抚林绍年、两江总督周馥、两广总督岑春煊、湖南巡撫端方等。1904年5月，张謇致信湖广总督张之洞，希望他奏请朝廷立宪，并代拟了一篇《拟请立宪奏稿》。1904年7月，张謇又致书绝交多年的学生、直隶总督袁世凯，称“日俄之胜负，立宪专制之胜负也”，希望袁主持立宪，并“以大久保相期，而自居小室信夫”。1905年7月2日，直隶总督袁世凯与两江总督周馥、湖广总督张之洞联名电奏，请定十二年后实行立宪政体，并奏请简派亲贵大臣分赴各国考察政治。该奏获清廷首肯。
远在1871年12月23日，日本即派出过以右大臣岩仓具视为正使，内阁顾问兼参议木户孝允、参议兼大藏卿大久保利通、参议兼工部大辅伊藤博文、外务少辅山口尚芳为副使的“欧美使节团”遍访欧洲、美国考察。34年后，清廷亦仿此五大臣出洋考察的前例。

## 派出
1905年9月24日（光緒三十一年八月二十六日），清廷派遣的出洋考察政治大臣五人（镇國公載澤、戶部侍郎戴鴻慈、兵部侍郎徐世昌、湖南巡撫端方、商部右丞紹英）因在正陽門車站遭遇革命党人吴樾以炸彈行刺，被迫延期。1905年10月26日，清廷改派山东布政使尚其亨、顺天府丞李盛铎会同载泽、戴鸿慈、端方出洋。
1905年12月7日考察团第一组端方和戴鸿慈出发。他们先后考察了日本、美国、英国、法国、德国、丹麦、瑞典、挪威、奥匈、俄国、荷兰、瑞士、意大利等13国。
1906年1月14日，载泽率领考察团第二组即尚其亨、李盛铎出发。考察团先后考察了日本、美国、英国、法国、比利时等5国。
考察团沿途获得了这14个国家的高规格款待，有机会参观考察各国国会、行政机关、学校、教会、工厂、农场、银行、监狱、邮局、剧院、博物馆、动植物园等，并会见各国政治家和学者，搜集各类文献资料。

## 成果
1906年夏秋季节，考察团成员先后回国，向清廷汇报了考察各国政治等方面的成果，明确提出了实行君主立宪的主张。端方、戴鸿慈一组进呈的奏折是端方委派考察团随员熊希龄请梁启超（此时仍被清廷通缉，流亡东京）撰写的，梁所撰各奏稿包括《请定国是以安大计摺》、《请改定官制以为立宪预备摺》、《请定外交政策密摺》、《请设财政调查局摺》与《请设立中央女学院摺》。第二组的首领、也是整个考察团的首领载泽单独呈交了《奏请宣布立宪密摺》，指出“宪法之行，利于国，利于民，而最不利于官”，并将日本宪政推为列国之首，依伊藤博文、惠积八束等讲说备述君主统治大权十七条，强调立宪有“皇位永固”、“外患渐轻”、“内乱可弭”三大利处，并严厉驳斥了“宪政既行，于满人利益有损”的说法。载泽和端方积极拥护宪政的态度对清廷决心实行预备立宪发挥了重要作用。载泽于1908年夏出版了《考察政治日记》。端方、戴鸿慈于1907年编纂出版了《列国政要》132卷，《欧美政治要义》18章。戴鸿慈1906年秋發表《出使九国日记》12卷。这些书籍的出版对中国国内官员、士绅等了解宪政和世界各国形势起到了积极作用。

## 掌故
清政府派五大臣从海外出洋考察归来时，带回一部放映机和影片在宫中放映，中途放映机发生爆炸，当场炸死一位官员。由此清室把电影看作不祥之物，在宫中禁止放映。

## 后续
1907年9月9日，清政府任命外务部右侍郎汪大燮、邮传部右侍郎于式枚、学部右侍郎达寿分别出任英、德、日考察宪政大臣，考察各君主立宪制国家的政治体制。